# Protolestes proselytus
Protolestes proselytus är en trollsländeart som beskrevs av Maurits Anne Lieftinck 1965. Protolestes proselytus ingår i släktet Protolestes och familjen Megapodagrionidae. Inga underarter finns listade i Catalogue of Life.